# Julius Ariowitsch
Julius (Judel) Ariowitsch (* 12. Februar 1853 in Selwy, unweit Slonim; ✡ 22. November 1908 in Leipzig) ist der Begründer der im Jahr 1877 gegründeten und 1892 in das Handelsregister eingetragenen Rauchwarenfirma (Pelzfell-Großhandlung) J. Ariowitsch in Leipzig, eines der in der Zeit führenden Unternehmen der Branche. Die Geschichte des Pelzhandels in der Familie reicht jedoch weiter zurück und hatte ihren späteren Höhepunkt unter seinem Sohn Max Ariowitsch.

## Leben und Wirken

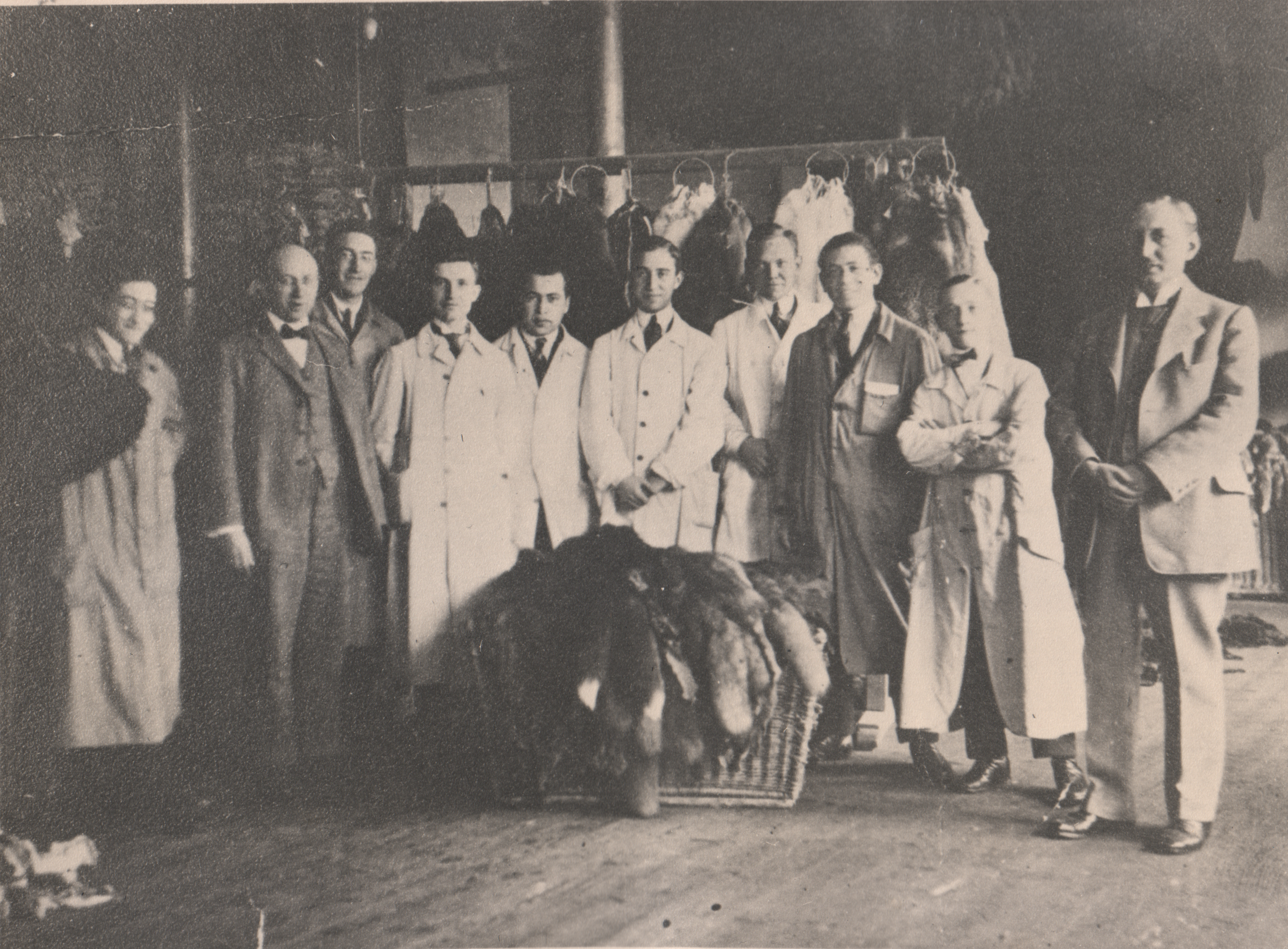
Am Felllager: Ganz links Max Ariowitsch, ganz rechts Herbert Halberstam

Julius Ariowitsch war der Sohn von Mordechai Ariowitsch (✡ 1878), einem Rauchwarenhändler in Slonim, Weißrussland, nach 1904 bestand auch eine Niederlassung in Slobodskoi. Der Vater war bereits regelmäßiger Besucher der Leipziger Messen um Rohfelle zu verkaufen und veredelte Felle einzukaufen, gestorben ist er bei einem Besuch der Nischni Nowgoroder Messe. Julius begleitete seinen Vater auf diesen Reisen. Nach dem Schulbesuch absolvierte er eine kaufmännische Ausbildung. Am 1. Februar 1877 heiratete er die drei Jahre jüngere Liba (Louise) Hepner (* 12. Juli 1856 in Meseritz; ✡ 19. Juli 1939 in Paris), die er bei einem Aufenthalt in Leipzig kennengelernt hatte. Louise Hepner war die Tochter des Rauchwarenhändlers Mendel Hepner, der vor 1870 von Meseritz in Polen nach Leipzig übergesiedelt war. Die beiden bezogen ein Haus in Slonim. Im selben Jahr wurde die Tochter Doba (Toni) geboren.
Im Mai 1878 zog das Ehepaar nach Leipzig und Judel (genannt Julius) Ariowitsch gründete mit einem Betriebskapital von 20.000 Mark das Handelsunternehmen für Borsten und Rauchwaren. Hier wurde am 26. September 1880 der Sohn Max Markus geboren. 1899 mietete Julius Ariowitsch Geschäfts- und Lagerräume am Brühl 71, die Firmenadresse bis zum Ende in der Zeit des Nationalsozialismus. Auch privat wohnte die Familie stets in Mietwohnungen.
Julius Ariowitsch war immer noch russischer Staatsangehöriger. Um die Einbürgerung in das Königreich Sachsen als Voraussetzung für die Erlangung des Bürgerrechts der Stadt Leipzig zu erlangen, bemühte er sich Anfang der 1880er Jahre um die Einbürgerung. Die Entscheidung dafür lag bei der Kreishauptmannschaft Leipzig als staatliche sächsische Mittelbehörde. Die Leipziger Stadtverordneten entschieden über die Verleihung des Bürgerrechts. Eine Mehrheit der Stadtverordneten lehnte die Aufnahme des „Juden“ – damit der Familie Ariowitsch ab –, anhand dessen wies die Kreishauptmannschaft das Naturalisationsgesuch zurück. Ohne dass es dafür eine besondere gesetzliche Regelung gab, wurde osteuropäischen Einwanderern, im Besonderen jüdischen, in Sachsen üblicherweise während des Kaiserreichs die sächsische Staatsbürgerschaft nur in Ausnahmefällen verliehen. Julius Ariowitsch reichte 1883 erneut einen Antrag auf Einbürgerung ein. Wiederum lehnte eine Mehrheit der Leipziger Stadtverordneten das Gesuch ab, mit der Begründung, dass „das Geschäft des Antragstellers nicht die nötigen Garantien“ für eine ausreichende Existenzsicherung gewährleiste. Durch die Unterstützung des Bürgermeisters von Butschatsch in Galizien erhielt Julius Ariowitsch zehn Jahre später die österreichische Staatsangehörigkeit für sich und seine Familie.
Max Ariowitsch, der einzige Sohn, begann nach beendeter Schulzeit eine kaufmännische Ausbildung im väterlichen Unternehmen. Zwei Monate vor seinem 21. Geburtstag bekam er Prokura. Im Dezember 1903 wurde die Firma in eine Offene Handelsgesellschaft umgewandelt; wobei Julius Ariowitsch persönlich haftender Gesellschafter blieb. Im Jahr 1904 trat auch der Schwiegersohn Hermann Halberstam (* 1864 in Brody (Ukraine); † 1941) als Mitgesellschafter in die Firma ein. Halberstam, promovierter Jurist, lebte als Hof- und Gerichtsadvokat in Wien. Im November 1900 hatte er die zwölf Jahre jüngere Toni Ariowitsch geheiratet. In Leipzig wohnten Verwandte von ihm, darunter die Familie des Rauchwarenhändlers Albert Halberstam. Nach der Heirat gab Halberstam seinen Beruf auf und zog nach Leipzig, um im Unternehmen seines Schwiegervaters mitzuarbeiten. 1905 wurde in London die Ariowitsch & Jacob Fur Co., Limited gegründet. Die Auslandsgeschäfte übernahm Max Ariowitsch. Vor dem Ersten Weltkrieg war noch eine Firmenniederlassung in New York errichtet worden. Auch Max Ariowitsch heiratete. Seine Frau war eine österreichische Jüdin, sie hatte wie Hermann Halberstam in Wien gelebt. Das Ehepaar Max und Marie Ariowitsch hatte drei Kinder, der älteste Sohn erhielt den Vornamen Julius, den Genanntnamen seines Großvaters.

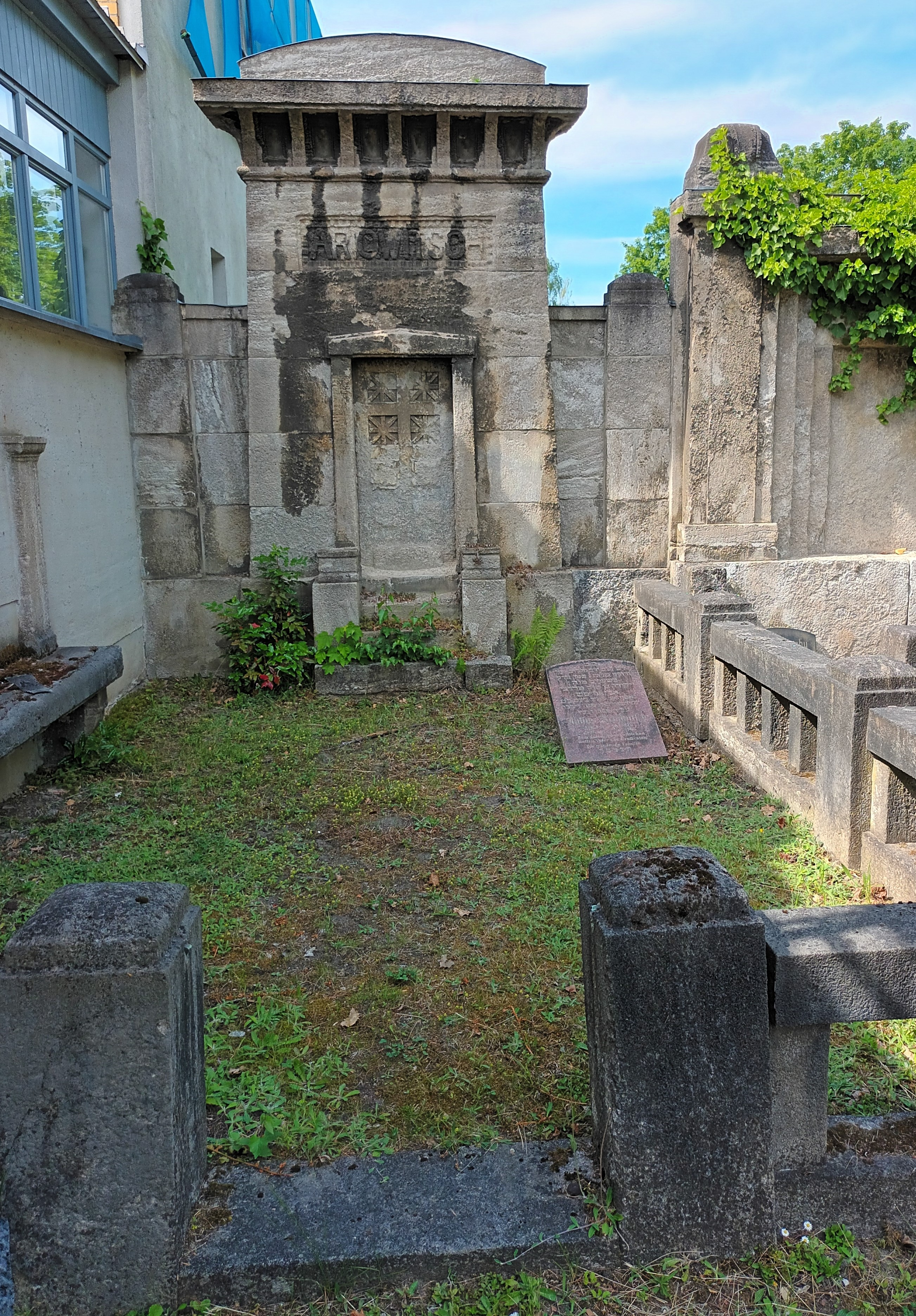
Grabstätte Julius Ariowitsch auf dem Alten Israelitischen Friedhof Leipzig (2022)

Julius Ariowitsch starb am 22. November 1908, er wurde auf dem alten israelischen Friedhof begraben. Den politischen Verhältnissen geschuldet wechselten die Leipziger Familien Ariowitsch und Halberstam, um nicht staatenlos zu werden, nach dem Zweiten Weltkrieg erneut die Staatsbürgerschaft, sie entschieden sich für die polnische Staatsangehörigkeit.
Um die Erinnerung an ihren Mann wachzuhalten, ließ Louise Ariowitsch 1922 in Leipzig die Beth-Jehuda-Synagoge errichten (zerstört am 9./10. November 1938), umgangssprachlich auch „Ariowitsch-Synagoge“ genannt. 1930 gründete sie zusammen mit ihrem Sohn Max die auf ihren Namen zugelassene Julius-Ariowitsch-Stiftung, die im darauffolgenden Jahr den Bau eines Jüdischen Altenheims finanzierte, das in den späteren Jahren weiter ausgebaut wurde. Sämtliche Insassen erhielten freie Wohnung und Bedienung, mittellose auch freie Verpflegung und ein Taschengeld. Für viele Leipziger Juden bedeutete das Haus nach 1938 die letzte Zuflucht. Am 19. September 1942 wurden die 350 Heimbewohner jedoch in das Konzentrationslager Theresienstadt deportiert und das Grundstück von der Gestapo beschlagnahmt. Keiner der Insassen kehrte von der Deportation zurück. Am 6. Juni 1993 legte der der gleichnamige Nachkomme, Julius Ariowitsch, im Beisein des Oberbürgermeisters Lehmann-Grube, einen Gedenkstein in der Auenstraße, dem früheren Standort des Altenheims.
Die jüdische Leipziger Firma, einmal eine der mächtigsten und vermögendsten am Brühl, wurde in der Zeit des Nationalsozialismus zwangsliquidiert.
Assoziierte ausländische Firmen waren, in London Ariowitsch & Jacob Fur Co. Ltd., gegründet 1905; in New York J. Ariowitsch & Company, 1910 bis 1914; J. Ariowitsch Corporation, 1914 bis 1919 und die Anglo-American Fur Merchants Corporation, 1932.

Gedenktafel auf dem Leipziger Brühl
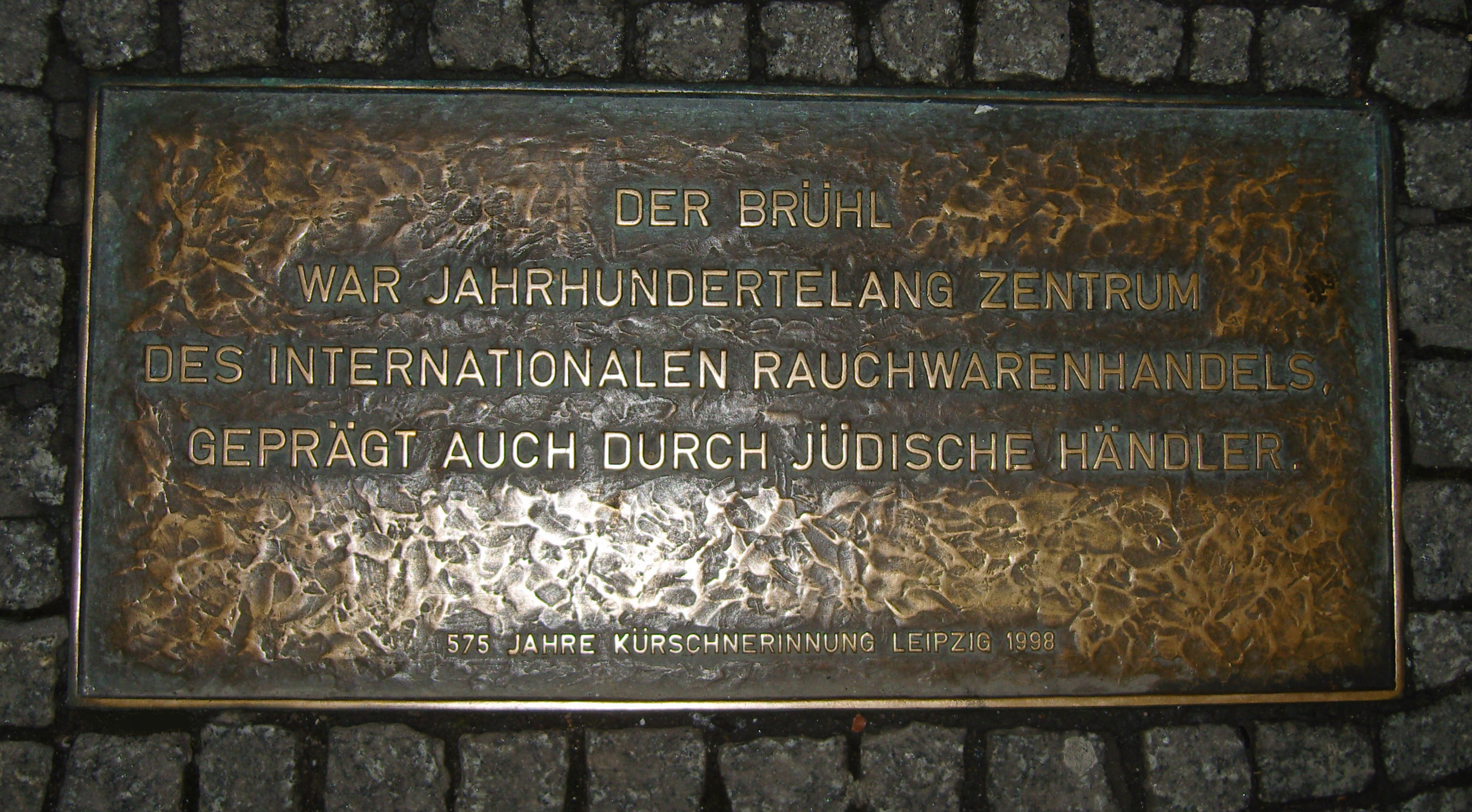
„Der Brühl war jahrhundertelang Zentrum des internationalen Rauchwarenhandels, geprägt auch durch jüdische Händler.“
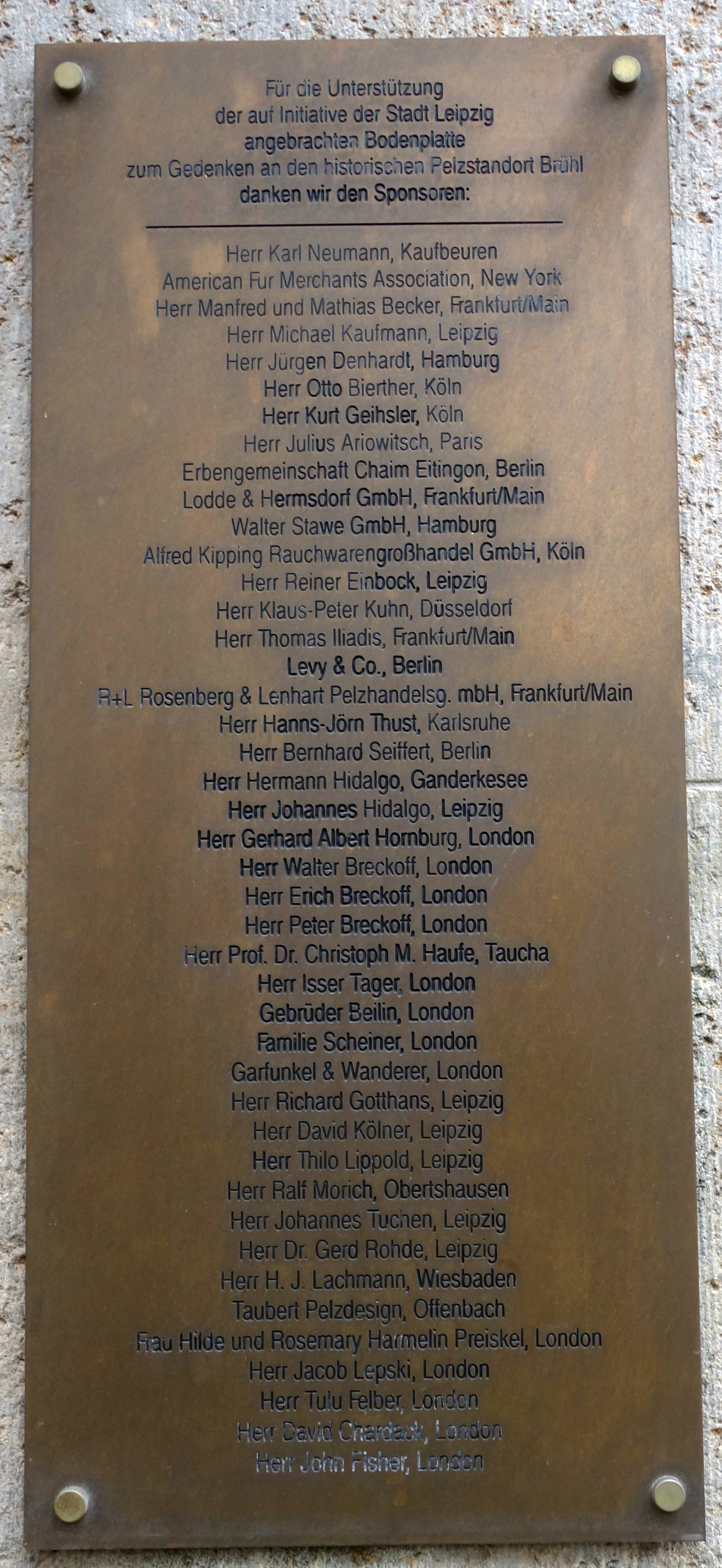
Mitsponsor der Enkel Julius Ariowitsch, Paris